# 315

## Nașteri
- dată necunoscută: Ilarie de Poitiers  (d. 367)
- dată necunoscută: Epifanie de Salamina  (d. 403)
- dată necunoscută: Hannibalianus  (d. 337)